# Микельсен, Трин
Катри́н «Трин» Ми́кельсен (дат. Katrine «Trine» Michelsen; 21 января 1966, Гентофте, Копенгаген — 17 января 2009, Emdrup, Ховедстаден) — датская актриса и фотомодель. Лауреат конкурса красоты «Мисс Дания—1984».

## Личная жизнь

### Семья
- Отец — Оле Микельсен[дат.] (род. 04.04.1940), журналист и писатель.
- Мать — Нина Микельсен (погибла в автокатастрофе в 1969 году, когда Трин было 3 года).

Были женаты с 1966 года и до смерти Нины в 1969 году.

### Отношения
Трин никогда не была замужем и у неё не было детей.

### Болезнь и смерть
В апреле 2005 года призналась в интервью журналу «Se og Hør», что больна раком костей (опухоль находилась на лопатке), который распространился на её лимфатическую систему, и что она проходит курс химиотерапии. По состоянию на декабрь того же года рак распространился на многие органы и кости. 17 января 2009 года, за 4 дня до своего 43-летия, скончалась после долголетней борьбы с болезнью в Копенгагене (Дания).